# Scripturarum Thesaurus
Scripturarum Thesaurus (lat.: Der Schatz der Schrift) heißt die Apostolische Konstitution, mit der Papst Johannes Paul II. am 25. April 1979 die authentische Ausgabe der Nova Vulgata als Editio typica promulgierte.
Noch vor Ende des Zweiten Vatikanischen Konzils hatte Papst Paul VI. im Jahre 1965 eine Kommission, die die bisher verbindliche Vulgata-Ausgabe (die Vulgata Clementina) den neuen Erkenntnissen in der Bibelwissenschaft anpassen sollte, eingesetzt und damit eine Anregung des Konzils aufgenommen. Dieser Prozess wurde mit der Veröffentlichung der vollständigen Nova Vulgata beendet und die Kommission aufgelöst.